# Prags
Prags (wł. Braies) – miejscowość i gmina we Włoszech, w regionie Trydent-Górna Adyga, w prowincji Bolzano.
Liczba mieszkańców gminy wynosiła 660 (dane z roku 2009). Język niemiecki jest językiem ojczystym dla 96,89%, włoski dla 2,79%, a ladyński dla 0,33% mieszkańców (2001).